# Conrad von Höveln

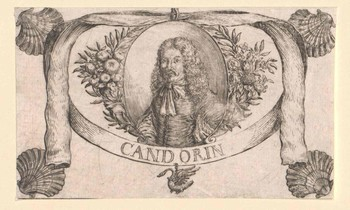
Conrad von Höveln als „Candorin“

Conrad von Höveln, auch Höfel, Hövel (* 22. Februar 1630 in Altona; † 15. November 1689 in Brandholm, Kreis Vejle, Dänemark), war ein deutscher Barockdichter und Schriftsteller.

## Leben
Höveln wurde im bis 1640 zur Grafschaft Holstein-Pinneberg gehörenden Altona geboren als Sohn  des aus Braunschweig stammenden und in dänischen, später in schwedischen Diensten stehenden Rittmeisters Hans Hövel und der Metta Post († 1661). Nach seinen eigenen Angaben in seiner Autobiographie entstammte sein Vater einer adligen Familie von Hövel(en) und seine Mutter war die Tochter des Oberamtmanns der Grafschaft Schaumburg auf Schloss Bückeburg. Diese Verwandtschaft lässt sich allerdings nicht aus weiteren Quellen bestätigen.
Sein Vater starb 1640 und wurde in Horneburg beerdigt. Nach dem Tod des Vaters kam er nach Bremervörde, wo der Bruder seiner Mutter als Kammerjunker bei Johann Friedrich von Schleswig-Holstein-Gottorf, dem Erzbischof von Bremen, tätig war. 1647 zog er mit seinem Onkel nach Glückstadt, wo er eine Stelle bei der Königlichen Kanzlei für Holstein erhielt, die er bis 1651 innehatte. 1652 trat er in Hamburg als Hofmeister in die Dienste des dänischen Reichsrats Christen Skeel und begleitete seinen Dienstherrn nach Tryggevaelde auf Seeland.
Im folgenden Jahr wechselte er in den Haushalt von Birgitte Thott auf Turebygård, vermutlich als Deutschlehrer für deren Nichten und andere adlige Mädchen, die in ihrem Haus aufwuchsen. Über seine Dienstherrin lernte er Ole Worm und Thomas Bang kennen. Er unternahm einige Reisen nach Norwegen und in die Niederlande, die ihn in Kontakt zu weiteren Gelehrten brachten. Damals entstanden einige sprachtheoretische Werke, in denen er sich Gedanken über eine einheitliche Rechtschreibung sowohl im Deutschen als auch im Dänischen machte. In dieser Zeit verliebte er sich in Sibylle Gjøe (* 1632; † 13. Juni 1724), eine Nichte seine Dienstherrin, und verlobte sich heimlich mit ihr. Um als Heiratskandidat für die junge Adlige in Frage zu kommen, ließ er sich 1655 einen Wappenbrief ausstellen und von dem berühmten Dichter, Hof- und Pfalzgrafen Johann Rist bestätigen. Trotz des nun – vermutlich zu Unrecht – bescheinigten Adels kam die Ehe nicht zustande. Höveln verließ 1656 Tureby und ging nach Bremen.
Das Übergreifen des Zweiten Nordischen Krieges auf Dänemark 1657 verhinderte seine Rückkehr. Stattdessen trat er – wiederum als Hauslehrer – in den Dienst des schwedischen Feldmarschalls Robert Douglas, den er nach Schweden und Livland begleitete. In dieser Zeit verfasste Höveln seine ersten Schauspiele und ließ sie aufführen. Nach Beendigung des Krieges zog er, ausgestattet mit Douglas’ Empfehlungsschreiben an den dänischen Reichsfeldherrn Hans Schack, 1660 wieder nach Dänemark, wo er sich mit seiner Verlobten traf. Doch da er keinen Posten fand, der eine standesgemäße Versorgung ermöglicht hätte, lehnten ihre Eltern ihn als Schwiegersohn ab. Mit Unterstützung von Brigitte Ulfeldt, der Schwester des berüchtigten Corfitz Ulfeldt, gelang es Sibylle Gjøe, ihrer Familie zu entkommen und Ende 1661 mit Hövelen nach Norddeutschland zu reisen, wo beide endlich heiraten konnten.
Wohl in Abwesenheit nahm ihn Philipp von Zesen 1661 mit dem Beinamen Der Höfliche in die Deutschgesinnte Genossenschaft auf. Nach seiner Ankunft in Hamburg 1662 wurde er von Johann Rist als Candorin auch in den Elbschwanenorden aufgenommen. Diesen Orden leitete er teilweise als Vertreter von Rist. In seiner Geschichte des Elbschwanenordens berichtete er auch von seiner eigenen Krönung zum poeta laureatus. Unter dem Ordensnamen Candorin veröffentlichte er die meisten seiner ab 1662 entstandenen Werke.
Mit seiner wachsenden Familie, die Töchter Amalia Anna und Elisabeth wurden 1663 und 1665 geboren, lebte Höveln abwechselnd in Braunschweig und in Lübeck, blieb aber im Kontakt zu Birgitte Thott und den Nachkommen des 1662 verstorbenen Douglas. In dieser Zeit verfasste er zahlreiche Schauspiele und mehrere historische Werke über die Städte Lübeck, Ratzeburg, Hamburg und Lüneburg. Erst 1669 versöhnte sich Sibylle Gjøe mit ihren Eltern. Die nunmehr um den Sohn Hans Henrik erweiterte Familie zog nach Fünen, wo Höveln den Hof Farstrup auf Fünen kaufte. Dort wurde 1671 das jüngste Kind Eskil Conrad geboren, das aber bereits im folgenden Jahr starb. Wohl aufgrund von Hövelns finanziellen Problemen nahm Sibylles Schwester Birgitte Gjøe, die Witwe von Henrik Qvistov, die drei Kinder 1675 auf ihrem Gut Qvitzovsholm (heute Hofmansgave) auf, wo Anne Margrethe Bredal ihre Lehrerin wurde. In diesem Jahr musste Höveln Farstrup aufgeben und zog mit seiner Frau auf den verfallenen Hof Brandholm auf Jütland, den sie von ihrem Vater geerbt hatte.
Hövelns handschriftlicher Lebenslauf Der stätes geplagte Leidtrager Hiob, d. i. Kunrat von Hövelens Lebens-Lauf/ und Welt-Abschid der Nachwelt öffentlich fürgestället, den er in seinen letzten Lebensjahren verfasste, hat sich in Karen Brahes Bibliothek erhalten. Der seit 1684 schwerkranke Höveln äußerte sich darin bitter sowohl über die jahrelange Feindschaft, die ihm aus der Familie seiner Frau entgegengebracht wurde, als auch über die fehlende Anerkennung seiner literarischen und wissenschaftlichen Werke. Letztere umfassen ein breites Spektrum von (Lokal-)Geschichte, Diplomatie, worüber er 1679 das Lehrbuch Candorins Vollkommener Teutsche Gesandte verfasste, über Mathematik zur Beschreibung eines Kometen, den er im März und April 1665 beobachtet hatte. Dabei handelte es sich vermutlich um C/1665 F1, der gleichzeitig auch von anderen Beobachtern beschrieben wurde.

## Werke (Auswahl)
- Candorins Deutscher Zimber-Swan.  Lübeck 1667 Digitalisat des Exemplars der Landesbibliothek Oldenburg
- Der Uhr-alten Deutschen Grossen und des H. Röm. Reichs-Freien ... Stadt Hamburg ... Hoheit.  Lübeck 1668
- Der Kaiserl: Freien Reichs-Stadt Lübek/ Glaub- und Besähewürdige Herrligkeit: samt Verhandener Altertums Nüzlichen Gedächtnis. Lübeck: Volk 1666
  - Die beglückte und geschmückte Stadt Lübeck: D.i. Kurtze Beschreibung der Stadt Lübeck ..., Johann Gerhard Krüger, 1697, insbesondere S. 201 ff. (Appendix zu Bertram Morneweg mit 10 Sagen)
  - Ernst Deecke: Beiträge zur Lübeckischen Geschichtskunde, Band 1, Von Rohden, Lübeck 1835, S. 8/9 (Digitalisat mit einer Einordnung des bei Johann Gerhard Krüger erschienenen Werks als verbesserter Auflage des Werks von Conrad von Höveln aus dem Jahr 1666)
- Candorins Vollkommener Teutsche Gesandte.  Frankfurt/Main 1679